# Citli Siloe Salinas Rojas
Citli Siloe Salinas Rojas (Estado de México) es una deportista paralímpica mexicana que compite en para natación. Es parte de la delegación mexicana en los Juegos Paralímpicos en París 2024.

## Trayectoria
Es la primera deportista con discapacidad intelectual que logra su pase a la máxima justa en para natación en unos Juegos Paralímpicos. 
Ella declaró que empezó a practicar natación por salud, este deporte la ha ayudado a ser más independiente, fuerte y aceptar sus derrotas.

## Palmarés
| Medallas | Medallas          | Medallas                     | Medallas          | Medallas                    |
| -------- | ----------------- | ---------------------------- | ----------------- | --------------------------- |
| Año      | Lugar             | Competencia                  | Medalla           | Categoría                   |
| 2023     | Santiago de Chile | Juegos Parapanamericanos     | Medalla de plata  | 200 metros libres           |
| 2023     | Santiago de Chile | Juegos Parapanamericanos     | Medalla de bronce | 100 metros pecho            |
| 2024     | Limoges (Francia) | Juegos Paralímpicos en París | Medalla de plata  | 200 metros estilo libre S14 |